# Кану
Кану је, традиционално, врста чамца америчких Индијанаца, лагане конструкције. Слична пловила, по дизајну, користе се и данас за туризам и рекреацију. 
Крајеви кануа су заврнути. Покреће се кратким веслом. Иако у основи грађом може подсећати на кајак, у правилу кану нема затворено надграђе, има израженију ведену линију те виши и оштрији прамац и крму у односу на кајак. Кану се користити у спортске намене на мирним и дивљим водама али са спортским пловилима, а туристички кануи за рекреацију на исто таквим водама. Спортски чамци сада више и не личе на праве кануе, јер се ради о пловилима од којих се тражи једино брзина и неупотребљиви су за друге намене.
Кануи се сада нашироко користе за такмичење и уживање, као што су трке, беле воде, путовања и камповање, слободни стил и општа рекреација. Кануисање је било део Олимпијаде од 1936. Намена кануа диктира његов облик трупа, дужину и материјал за израду. Историјски гледано, кануи су били издубљени трупци или направљени од коре на дрвеном оквиру, али су грађевински материјали еволуирали у платно на дрвеном оквиру, а затим у алуминијум. Већина модерних кануа је направљена од обликоване пластике или композита као што су фиберглас или они који садрже кевлар или графит.

## Олимпијске дисциплине
Модерни кануи се праве по различитим дизајнима за посебне сврхе, а између осталог уз кајак се користи у олимпијским спортовима кајак и кану на мирним водама, те кајак и кану на дивљим водама.
Разлика између спортских кајака и кануа је та што код кајака сваки веслач користи весло с две лопатице, док се код кануа користи весло с једном лопатицом. Ради боље примене силе уобичајено је да за време веслања кануиста на мирним водама клечи на једној нози. Кануиста на дивљим водама седи на повишеној клупици држећи поткољенице подвучене под ње и део тежине преноси на кољена. Кајакаш седи на дну чамца и упире се стопалима у посебну летвицу (ногаре). Мирноводашки су чамци на горњој страни отворени, а дивљеводашки затворени.
У односу на веслање, такмичари у овом спорту немају покретна седишта нити избочнике на чамцу, те весло свом тежином држе у рукама. 
Кајак и кану на мирним водама је у програму Олимпијских игара још од Игара у Берлину 1936. за мушкарце те од Игара у Лондону 1948. за жене. Жене се натичу у кајаку, док се у кануу натичу само мушкарци. Тренутно су на програму Игара сљедеће дисциплине у кајаку:
- Ц-1 1000 м (кану једноклек) мушки
- Ц-1 500 м (кану једноклек) мушки
- Ц-2 1000 м (кану двоклек) мушки
- Ц-2 500 м (кану двоклек) мушки

На другим такмичењима још се среће и кану четвороклек, а такмичења се одржавају и на дистанци од 200 м.

## Историја
Реч кану потиче од шпанске/португалске речи canoa. Они су заузврат усвојили реч из аравачких језика са Кариба за издубљене кануе, kanawa.

### Издубљени кануи
Многи народи су правили кануе, тако што су удубљивали један комад дрвета; било цело дебло, или плочу од дебла посебно великих стабала.
Конструисан између 8200. и 7600. п. н. е, а пронађен у Холандији, кану Песе је вероватно најстарији познати кану. Ископавања у Данској откривају употребу овог типа кануа и весла током периода Ертебеле, (око 5300–3950. п. н. е.).
Један од најстаријих кануа на свету је кану Дуфуна у Нигерији. То је најстарији чамац који је откривен у Африци, и трећи најстарији познат широм света. Кану се тренутно налази у Даматуру, главном граду државе Јобе.
Кануи су такође одиграли виталну улогу у колонизацији претколумбовских Кариба јер су представљали једину могућност да се до Карипских острва дође из континенталног дела Јужне Америке. Око 3500 година пре нове ере групе древних Индијанаца колонизовале су прва Карипска острва користећи кануе са једним трупом. Пронађено је само неколико претколумбовских карипских кануа. Постоји неколико породица дрвећа које су се могле користити за изградњу кануа на Карибима. Ово укључује шуме из породице махагонија (Meliaceae) као што је кубански махагони (Swietenia mahagoni), који може достићи висину од 30–35 m и црвени кедар (Cedrela odorata), који може нарасти до 60 m висине, као и род кејба (Malvacae), као што је Ceiba pentandra, чији припадници могу нарасти до 60–70 m у висину. Вероватно је да су ови кануи прављени у различитим величинама. У распону од кануа за пецање, који држе једну или неколико појединаца, до већих који могу да понесу чак неколико десетина људи, који су могли да се користе да се са копна стигне до Карипских острва. Извештаји историјских хроничара тврде да су били сведоци кануа „који је садржао 40 до 50 кариба [...] када је кренуо да тргује са енглеским бродом који је био у посети“. Још увек постоји много спорова у вези са употребом једара у кануима на Карибима. Неки археолози сумњају да би океански транспорт био могућ без употребе једара, јер би ветрови и струје одвеле кануе са курса. Међутим, нису пронађени никакви докази о једру или карипском кануу који би могао да користи једро. Штавише, ниједан историјски извор не помиње карипске кануе са једрима. Једна од могућности би могла бити да су кануи са једрима првобитно коришћени на Карибима, али су касније напуштени пре него што су ступили у контакт са Европљанима. Ово се, међутим, чини мало вероватним, пошто се трговина на велике удаљености наставила на Карибима, чак и након праисторијске колонизације острва. Отуда је вероватно да су рани карипски колонисти користили кануе без једара.
Групе Индијанаца на северној пацифичкој обали правиле су кануе у више стилова за различите намене, од западног црвеног кедра (Thuja plicata) или жутог кедра (Chamaecyparis nootkatensis), у зависности од доступности. Различити стилови су били потребни за океанска пловила у односу на речне чамце, и за лов на китове, наспрам лова на фоке, и насупрот пецању лососа. Народ Квино из државе Вашингтон је правио кануе са лопатастим носевима, са дуплим луковима, за путовање реком који су могли да клизе преко трупцима закрчене воде заглављеног залогаја без потребе да се преносе преко копна. Народ Кутенај у провинцији Британска Колумбија је направио кануе шиљатих носева од борове коре, дизајниране да буду стабилни у ветровитим условима на језеру Кутенај. Последњих година прве нације у Британској Колумбији и држави Вашингтон ревитализирају традицију океанског кануа. Почевши од 1980-их, народи Хејлцук и Хајда су били рани лидери овог покрета. Веслање до Светске изложбе 1986. у Ванкуверу Хејлцука и до Весла 1989 у Сијетлу, били су рани примери овога. Године 1993. велики број кануа је веслима покретан уз обалу до Бела Бела на први фестивал кануа – Катувас. Ревитализација се наставила – а часопис Племенска путовања је почео са покривањем путовања у различите заједнице која су се одржавала у већини година.
Аустралијски Абориџини су правили кануе од издубљених стабала, као и од коре дрвета. Аутохтони људи Амазона обично су користили стабла Hymenaea (Fabaceae).

### Кануи од коре дрвета

#### Аустралија
Неки аустралијски Абориџини су правили кануе од коре. Они су могли да буду прављени само од коре одређених стабала (обично црвене гуме или пеперминске гуме) и то током лета. Након сечења обриса потребне величине и облика, штап за копање је коришћен за пресецање коре до тврдог дрвета, а кора се затим полако извлачила уз помоћ бројних мањих штапића. Плоча коре се држала на месту гранама или ручно плетеним ужетом, а након одвајања од дрвета спуштала се на земљу и палила се мала ватра на унутрашњој страни коре. То би изазвало сушење коре и савијање према горе, након чега би се крајеви могли спојити, зашити конопљом и зачепити блатом. Затим је кора остављена да сазри, уз честе наношење масти и окера. Европљани су преостало дрво касније назвали кану дрво. Због порозности коре, оне нису трајале предуго (око две године). Ови кануи су се користили за пецање или прелазак река или језера, а не за дуга путовања. Обично су се покретали постискивањем дугачким штапом. Још једна врста кануа од коре прављена је од врсте врпчасте коре познате као Месмејт стринџибарк (Eucalyptus obliqua), где је кора била наборана и везана на сваком крају, са оквиром од попречних веза и ребара. Овај тип је био познат као кану са набораним или везаним корама. Траке од коре су такође могле да се сашију како би се направили већи кануи, познати као кануи од шивене коре.

## Галерија
- Трка кануа двоклека (жене) на мирним водама
- Историјски велики кану у Онтарију.
- Канадски кану на брзацима.
- Древак - кану на Саломонским острвима